# Morby
Morby (finska: Muurala) är en stadsdel i Esbo stad och hör administrativt till Gamla Esbo storområde. 
Morby är ett gammalt bynamn och har skrivits som Morssby (1492), Mora (1540), Morby (1552), Marby (1558) och Mwrby (1589). Namnet kommer från det mellan-nyländska dialektordet mor, av mo. Stadsdelens namnpar Muurala - Morby stadfästes år 1965. Kommunstyrelsen hade först föreslagit Muurila som det finska namnet.